# ピッチアウト
ピッチアウト (pitch out) とは、野球やソフトボールにおいて守備側のバッテリーが採る戦術の1つである。ピッチドアウトと呼ばれることもある。

## 解説
塁上に走者がいる状況において、投手が打者のバットの届かない外角に投球することで、攻撃側の盗塁、ヒットエンドラン、スクイズプレイなどを阻止することが目的である。捕手が捕球後素早く送球できるように、低目の投球を避けることが多い。
0ボール2ストライクなどの投手に有利なボールカウントにおいて意図的にボールを投げるウエストボールとは目的が異なる。
1988年7月5日、真喜志康永（近鉄バファローズ）が山田久志（阪急ブレーブス）からピッチアウトされた球に飛びついて決勝スクイズを決めたプレーが話題となった。